# Vladimir Stojković
Vladimir Stojković (em sérvio, Владимир Стојковић; Loznica, Sérvia, 28 de julho de 1983) é um guarda-redes sérvio. Atualmente joga pelo Al-Fayha. 

## Carreira
Nascido numa família desportiva - seu pai era guarda-redes, e a sua mãe era jogadora de andebol - a carreira de Stojkovic estava quase predestinada.
Stojković entrou no Estrela Vermelha aos dez anos, mas foi inicialmente reserva de Vladimir Dišljenković. A ascensão de Dišljenković para a equipa principal teve como consequência o empréstimo de Stojković para o FK Leotar onde se estreou no futebol profissional, antes de ir para o FK Zemun. 
No entanto, quando Disljenković mudou para o FC Metalurh Donetsk em 2005, Stojković retornou a Belgrado onde impressionou no Estrela Vermelha ganhando a liga e a taça duas vezes.
Depois de tamanho sucesso, em que revelou todo o seu potencial, foi transferido para o FC Nantes Atlantique onde não conseguiu ser feliz, sendo ainda durante a temporada de 2006/2007 emprestado ao Vitesse Arnhem da Holanda, por se encontrar tapado pelo ídolo francês Fabien Barthez.

### Sporting
Transferiu-se a dia 23 de Janeiro, por empréstimo do Sporting, até ao final da temporada. No dia 27 de Agosto de 2010 foi emprestado pelo Sporting CP ao Partizan de Belgrado.
Stojkovic, foi contratado para colmatar a saída de Ricardo para o Bétis e até começou como titular no Sporting, mostrando estar à altura do desafio. Porém, por sucessivas falhas disciplinares, o sérvio foi afastado pelo treinador do clube leonino, Paulo Bento. Depois de 1 ano sem jogar, Stojkovic vai defender as redes do Getafe, da Primeira Divisão Espanhola.
Com a descida do FC Nantes Atlantique à segunda divisão do Campeonato Francês, foi transferido para o Sporting Clube de Portugal, num contrato de 5 temporadas (2007-2012), ingressando numa das equipas mais promissoras e de maior visibilidade em termos de valores emergentes do futebol europeu, o clube ideal para melhorar e exponenciar todas as qualidades que lhe são reconhecidas, e acedendo pela primeira vez à Champions League.
Já no Sporting foi protagonista de um dos casos de arbitragem mais discutidos no futebol português. Tudo se passou no clássico FC Porto-Sporting a contar para a 2ª jornada da liga portuguesa 2007/2008: decorria a 2ª parte, quando Stojković optou por segurar a bola com as mãos na pequena área, após esta ter sido tocada em último lugar pelo seu colega de equipa, Anderson Polga. O árbitro sancionou livre indirecto contra o Sporting, alegando que Polga teria deliberadamente endossado a bola ao seu guarda-redes. Por seu lado os "leões" protestaram, dizendo que se tratava de um corte de uma jogada em vez de um passe deliberado. Do livre resultaria o desfecho da partida, 1-0 para o FC Porto. 
Na época de 2008/2009 começou por fazer parte do plantel, apesar de o treinador Paulo Bento não contar com ele. Depois de muitas dificuldades na colocação, acabou por ser emprestado ao Getafe de Espanha.

### Wigan
Continuou ligado ao clube português (Sporting Clube de Portugal) tendo, no entanto, sido emprestado no início desta época ao Wigan Athletic, clube que pontificava na Premier League inglesa, onde teve a concorrência de Chris Kirkland. Realizou apenas 4 jogos, sendo emprestado mais uma vez, agora para o Partizan, voltando desta forma à terra natal. Mas, com polêmicas, uma vez que é o arquirrival do clube onde se formou e onde já jogara profissionalmente, o Estrela Vermelha, o que lhe causou ameaças de morte; "Eu entendo os torcedores do Estrela Vermelha, mas publicar meu obituário é demais", declarou.

## Seleção Nacional
Stojković fez parte da equipa que chegou à final do Campeonato da UEFA Sub-21 de 2004, na Alemanha. Foi convocado para a Selecção da Sérvia e Montenegro no Campeonato do Mundo de 2006 pouco após alcançar a medalha de bronze no campeonato europeu sub-21 daquele ano. Mas só veio a estrear na seleção principal já após o mundial, na primeira partida da Selecção da Sérvia.
Antes do Campeonato do Mundo, foi capitão da Seleção Sub-21 da Sérvia-Montenegro durante o Campeonato da Europa Sub-21 de 2006, em Portugal.

## Características
Stojković apresenta uma grande estatura. É alto (1,95m) e é fruto da escola jugoslava. É um guarda-redes psicologicamente forte, que esquece os erros que cometeu com um bom jogo. O sérvio além de tudo apresenta grande segurança entre os postes, pormenor que não pode faltar num guarda-redes.